# Podalonia turcestanica
Podalonia turcestanica är en biart som först beskrevs av Dalla Torre 1897.  Podalonia turcestanica ingår i släktet Podalonia och familjen grävsteklar. Inga underarter finns listade i Catalogue of Life.